# Bouygues
Bouygues S.A. (IPA: [bwiɡ]) è un gruppo industriale francese con sede principale a Parigi presso l’VIII arrondissement. Bouygues è quotata presso l’Euronext di Parigi, indice azionario CAC 40.
L'azienda è stata fondata nel 1952 da Francis Bouygues e dal 1989 è guidata dal figlio del fondatore, Martin Bouygues. Nel 2017 aveva oltre 115 530 dipendenti in 90 paesi, con un fatturato di 32,9 miliardi di euro.
Il Gruppo è specializzato nell’edilizia (Colas Group e Bouygues Construction), sviluppo immobiliare (Bouygues Immobilier), media (TF1 Group), telecomunicazioni (Bouygues Télécom) e servizi multitecnici (Equans).

## Storia
L’azienda è stata fondata da Francis Bouygues nel 1952. Nel 1970 Bouygues è stata quotata presso la Borsa di Parigi Paris Stock Exchange. Nel 1985 e nel 1986 Bouygues ha acquisito i gruppi di costruzione stradale Screg, Sacer and Colas che sono stati in seguito riorganizzati come Colas Group. Nel 1987 l’azienda è entrata nel settore delle telecomunicazioni con il canale televisivo TF1 e nel 1988 Bouygues ha trasferito la sua sede principale, il complesso Challenger, presso Saint-Quentin en Yvelines. Nel 1996 la compagnia ha lanciato Bouygues Telecom e nel 2006 ha acquisito il 23,26% di Alstom.
Nel 2014, a seguito della cessione da parte di Alstom del ramo energia a General Electric, Bouygues ha concesso al governo francese un’opzione di acquisto del 20% delle azioni di Alstom di proprietà del gruppo. L’opzione non è stata poi esercitata e a settembre 2017 è stato firmato un accordo di fusione tra Alstom e la tedesca Siemens. Nel 2018 Bouygues ha acquisito le attività industriali di Alpiq per 850 milioni di franchi.

## Struttura aziendale
Servizi di telecomunicazioni/media, costruzione di nuove infrastrutture (edifici, strade, etc) e servizi tecnici 
Costruzioni
- Bouygues Costruzioni (100%): edilizia, lavori pubblici, energia e servizi. Presente in 80 paesi in tutto il mondo.
- Gruppo Colas (96,6%): lavori stradali, edilizia, ferrovie e manutenzione.
- Bouygues Immobilier (100%): Beni immobiliari residenziali, commerciali, corporate, hotel, sviluppo urbano.

Telecomunicazioni - Media
- Bouygues Télécom (90,5%): telefonia mobile e operatore di telefonia fissa.
- Gruppo TF1 (43,8%): gruppo audiovisivo con TF1 e altri 9 canali televisivi.

Trasporti
- Alstom (28%): trasporto passeggeri, segnaletica e locomotive.

Servizi multitecnici
- Equans (100%)

### Gestione societaria
- Martin Bouygues, Presidente e Amministratore Delegato

General Management:
- Olivier Bouygues, Amministratore Delegato
- Philippe Marien, Amministratore Delegato
- Olivier Roussat, Amministratore Delegato
- Arnauld Van Eeckhout, Consigliere generale
- Pierre Auberger, Direttore della Comunicazione Corporate

Line divisions:
- Philippe Bonnave, Presidente e Amministratore Delegato di Bouygues Construction
- François Bertière, Presidente e Amministratore Delegato Bouygues Immobilier
- Hervé Le Bouc, Presidente e Amministratore Delegato di Colas
- Gilles Pélisson, Presidente e Amministratore Delegato di TF1
- Olivier Roussat, Presidente e Amministratore Delegato di Bouygues Telecom
- Jérôme Stubler, Amministratore Delegato di Equans

### Dati Finanziari
| Anno            | 2001 (NF) | 2002    | 2003    | 2004 (IFRS) | 2005    | 2006    | 2007    | 2008    | 2009    | 2010    | 2011    | 2012    | 2013    | 2014    | 2015    | 2016    | 2017    |
| --------------- | --------- | ------- | ------- | ----------- | ------- | ------- | ------- | ------- | ------- | ------- | ------- | ------- | ------- | ------- | ------- | ------- | ------- |
| Vendite         | 25 646    | 22 247  | 21 822  | 20 815      | 23 983  | 26 408  | 29 588  | 32 713  | 31 353  | 31 225  | 32 706  | 33 547  | 33 345  | 33 138  | 32 428  | 31 768  | 32 904  |
| EBITDA          | 1 680     | 2 260   | 2 415   | 2 690       | 3 505   | 3 279   | 3 601   | 3 827   | 3 616   | 3 330   | 3 242   | 2 822   |         | 1 133   | 2 411   | 2 757   | 2 968   |
| Profitti Netti  | 344       | 666     | 450     | 909         | 832     | 1 246   | 1 376   | 1 501   | 1 319   | 1 071   | 1 070   | 633     | 647     | 807     | 403     | 732     | 1 085   |
| Debiti netti    | 1 124     | 3 201   | 2 786   | 1 680       | 2 352   | 4 176   | 4 288   | 4 916   | 2 704   | 2 473   | 3 862   | 4 172   | 4 427   | 3 216   | 2 561   | 1 866   | 1 914   |
| Flusso di cassa |           |         |         |             |         | 3 151   | 3 519   | 3 615   | 3 430   | 3 244   | 3 325   | 2 777   | 2 742   | 2 258   | 2 067   | 2 504   | 2 884   |
| Dipendenti      | 126 560   | 118 892 | 124 300 | 113 334     | 115 441 | 122 561 | 136 700 | 145 150 | 133 971 | 133 456 | 130 827 | 133 780 | 128 067 | 127 470 | 120 254 | 117 997 | 115 530 |

Stock Market Data
- ISIN Value Code = FR0000120503

| Anno                                             | 2006   | 2007   | 2008   | 2009   | 2010   | 2011  | 2012  | 2013  | 2014   | 2016   | 2017   |
| ------------------------------------------------ | ------ | ------ | ------ | ------ | ------ | ----- | ----- | ----- | ------ | ------ | ------ |
| Capitalizzazione e di mercato in milioni di euro | 16 300 | 19 800 | 10 400 | 12 900 | 11 800 | 7 666 | 7 263 | 8 754 | 10 076 | 12 083 | 15 860 |

## Sede principale
La sede principale di Bouygues si trova a Parigi presso 32 Avenue Hoche nell’VIII arrondissement. L’architetto americano Kevin Roche ha progettato l’edificio oltre che la sede precedente, il Challenger complex a Saint-Quentin-en-Yvelines. Il complesso, situato in un’area di 30 ettari a Guyancourt è diventato poi la sede di Bouygues Construction, una delle divisioni del gruppo.

## Il gruppo e i suoi valori
Impegno sociale e ambientale
Sin dal 2006 il Gruppo Bouygues ha partecipato al Global Compac delle Nazioni Unite Il Gruppo sponsorizza lo Shift Project think tank, insieme ad altre compagnie tra cui EDF, BNP Paribas e Saint-Gobain, che promuove uno sviluppo economico sostenibile.
Patrocinio
Bouygues focalizza il suo patrocinio sull’educazione, i problemi sociali e la ricerca medica. Ciascuna divisione supporta una sua fondazione:
- La Fondazione Francis Bouygues sostiene gli studenti meritevoli attraverso borse di studio.[10]
- Terre Plurielle, la fondazione di Bouygues Construction, fornisce sostegno finanziario a progetti selezionati dai dipendenti. I progetti riguardano l'accesso alla sanità, l'istruzione e l'inserimento sociale di persone in gravi difficoltà.
- La fondazione Corporate Bouygues Immobilier, creata nel 2009, mira a sensibilizzare in merito alla necessità di edilizia e pianificazione urbana sostenibili.
- La Fondazione Colas sostiene le arti contemporanee attraverso l'acquisizione di dipinti.
- La fondazione TF1 aiuta giovani talenti da quartieri disagiati ad avere successo nel settore televisivo.
- La fondazione Bouygues Telecom è impegnata nella protezione ambientale, aiuta persone in difficoltà sociali o di salute e sostiene la lingua francese.